# هندسة ضخمة
الهندسة الضخمة أو الهندسة الكلية أو هندسة النطاق الواسع أو الهندسة العملاقة (بالإنجليزية: Macroengineering or Macro Engineering or Megaengineering)‏ هي تنفيذ المشاريع التصميمية العملاقة. وعلى نحو خاص، فإن هندسة المشروعات العملاقة هي عملية تنظيم وإدارة الموارد والتكنولوجيا والرأي العام على نطاق واسع لتنفيذ المهام المعقدة التي تستمر على مدى فترة طويلة.
وعلى النقيض من المشاريع الهندسية التقليدية، فإن هندسة المشاريع العملاقة تكون متعددة التخصصات وتنطوي على التعاون من جميع مجالات الدراسة؛ فهي لا تنطوي على مهندسين فحسب، بل علماء ومحامين ورجال صناعة وجنود وسياسيين أيضًا. وعادة ما تكون المشاريع العملاقة مشاريع دولية حيث تتجاوز الحدود السياسية نظرًا لأن معظم الدول تفتقر إلى القدرة الاجتماعية أو المالية أو المادية للقيام بها بمفردها. ونتيجة لذلك، تتمتع المشاريع العملاقة بالقدرة على إحداث تحولات جوهرية في مجال عملها.
والهندسة الضخمة من المجالات المتطورة ولم تحظ باهتمام إلا مؤخرًا. ونظرًا لأننا نتعامل بصورة روتينية مع التحديات التي تكون متعددة الجنسيات في نطاقها، مثل الاحترار العالمي والتلوث، فإن الهندسة الضخمة تشهد تطورًا باعتبارها حلاً فائقًا للمشاكل العالمية. والهندسة الضخمة تختلف عن الهندسة واسعة النطاق التي تتعامل مع مشاريع كوكبية. وفي حين أن الهندسة الضخمة باتت عملية حاليًا إلا أن الهندسة واسعة النطاق لا تزال ضمن نطاق الخيال التأملي.

## الهندسة الضخمة في الواقع
ومن بين المشاريع العملاقة السابقة إنشاء قناة بنما وقناة السويس وإنشاء خطوط أنابيب النفط عبر البلاد، وأحدث هذه المشاريع الجهود المتعددة الجنسيات لتوحيد اتصالات الأقمار الصناعية.
هناك مركزان فكريان متخصصان في نظرية وممارسة الهندسة العملاقة وهما Candida Oancea Institute في بوخارست، رومانيا ومركز المشاريع العملاقة والدبلوماسية (The Center for Macro Projects and Diplomacy) في جامعة روجر ويليامز في بريستول، رود أيلاند، الولايات المتحدة.